# المموش
المموَّش (ويلفظ باللهجة الكويتيّة بميم واحدة مشدودة) هو طبق يتألّف من الأرز و صنف محدّد من بقلة العدس، يعود تاريخيّاً إلى المطبخ الخليجي، و يعد من معالم الثقافة المطبخيّة في الكويت تحديداً. يتم تحضير المموّش عادةً عن طريق غلي الأرز بالعدس مع البصل و الثوم، مصحوباً بكميّة من التوابل على شاكلة القرفة و القرنفل. يفضل الكويتيّون أحياناً إضافة الروبيان الجاف إلى الخلطة، و ينتج عن ذلك طبقاً فرعيّاً باسم (المرَبيَن)، نسبة إلى (الروبيان) 
تم إدراج المموّش كأحد الأطباق الكويتيّة الأساسيّة في كتاب Kitchens of the World للكاتب الكنَدي Ken MacKenzie-Smith 

## المسمَّى
يستمد المموّش اسمه من حبوب (الماش)، و هو اللفظ الذي يطلقه الكويتيّون على (بقلة الماش)، و يطابق ذلك المسمّى المستخدم بالفارسيّة، الكرديّة، و لعل أقرب تصنيف لتلك الحبوب هو الـبقلة الماش بالإنجليزيّة. وَجَب على ذلك التفرقة بين (المموّش) و (المعدّس) و هو طبق آخر مماثل إلى درجة ما إلّا أنّ الاختلاف يكمن في نوعيّة العدس المستخدم.
آليّة التسميّة مشتقّة من تصريف (مُفعَّل)، و عليه فكلمة مُمَوَّش تُشير إلى الأرز الذي يُخلَط مع الماش، بمعنى أنّه (يُمَوَّش). و هو أسلوب تسميّة وارد على اللسان الكويتي و ملحوظ في أطباق أخرى كالـ(معدّس) و الـ(المطبَّق) 

## الأصل التاريخي
يقترن تناول المموّش في الكويت عادةً بفصل الشتاء، و يعود الطبق فترة ما قبل النفط في الكويت، و التي امتهن بها أهل الكويت الصيد و الغوص بحثاً عن اللؤلؤ.
على شاكلة كميّة كبيرة من الأطباق العالميّة، كان المموّش كطبق توليفة بسيطة مدفوعة بقلّة الإمكانيّة الماديّة لسكّان البلاد. يوضّح الدكتور يعقوب الغنيم عبر مقالة الأزمنة و الأمكنة المنشورة في جريدة القبس الكويتيّة:
"عشنا زمناً نأكل هذه الأكلة اللذيذة، وعندما يأتي وقت الشتاء وبرده الشديد تقل الأسماك في السوق لأن الصيادين يتهيبون دخول البحر من أجل الصيد، فلا يصل إلى محبي أكل السمك إلا القليل، مع ارتفاع في سعره، ويتبع ذلك ارتفاع سعر اللحم لأنه يصبح في هذه الحالة منفرداً على المائدة، فما أمام أكثر الناس إلا اللجوء إلى الماش فهو الإدام الثابت السعر الذي لا يتغير صيفاً وشتاء، وإذا أراد البعض أن يحسِّن من مائدته أضاف إلى صحن الأرز شيئاً مما كنا نسميه حشو الربيان اليابس" 
و بالمثل، يأتي المؤرّخ و العلّامة الكويتي الشيخ (يوسف بن عيسى القناعي) على ذكر تناول الكويتيّون للماش و كونه من أساسيّات المائدة الكويتيّة الشعبيّة في كتابه (صفحات من تاريخ الكويت)، إذ يوضّح: "و أمّا الغداء فالفقير غداؤه التمر و المتوت "و هي سمك صغار مجفّف" و يأكل الغني الخبز مع المخيض و التمر. و قد كانت هذه هي المعيشة الغالبة، و قليل من يطبخ الأرز مع الماش و الروبيان أو السمك المجفّف" 
بالمقابل، يرجّح البعض، على شاكلة المؤرّخ غانم السلطان في كتابه (لملاحة البحرية و أهميتها للكويت قديما و حديثا)، أن أصل المموّش ليس محليّاً، بل هو (مثله مثل مجموعة من الأطباق الأخرى)، إحدى الواردات الثقافيّة التي جاء بها البحّارة الكويتيّون من الخارج 
و قد عاد تقليد تناول المموّش كوجبة شبه يوميّة خلال فترة الاحتلال العراقي في الكويت عام ١٩٩٠، و ذلك لسهولة تحضيرها و رخص كلفتها على حد قول عدداً من الكتّاب الذين دوّنوا تجربتهم مع الغزو العراقي، و نذكر منهم محمّد عبدالهادي جمال في كتابه (الكويت و أيّام الإحتلال)، و الكاتب حمد رجيب، في كتابه (مسافر في شرايين الوطن)، و عن الأخير يُنقَل الاقتباس التالي: "تأكل في الغداء خبزا بالسكر وتشرب ماي وتحمد ربك ، العشاء ، تأكل مموش ، على ذكر الممـوش ، كانت الوجبة الرئيسية" 
حسب تقييم البروفيسور ساري آديلستاين من جامعة ماساتشوسِتس في بوسطن، الوصفات الكويتيّة على شاكلة (المموَّش) و (المعدّس) تعتمد على اسلوب في الطبخ يستدعي جلوس العائلة معاً على نفس الإناء، و هي أمر تتّسم به الثقافة الخليجيّة. يوضّح قائلاً:
"تقتصر الوجبات في العائلات الفقيرة على الخبز والأرز والتمر مع بعض الخضار وحصة من البروتين في بعض الأحيان. [...] يتم طهي الوجبة بأكملها في وعاء واحد. اللحم أو السمك يتم تحميرهم مع البصل والبهارات أولاً في قاع الإناء ، ويضاف الماء والأرز لتغطية اللحم. يمكن أن ينضج هذا على نار من أوراق النخيل أو حفرة الفحم (التنور). تُعرف هذه الطريقة في الأصل باسم (الطبيخ) ، ولا تزال تُستخدم مع الروبيان (المربيَن) والبقوليّان (المموّش و المعدّس) 

## الإرث الثقافي للطبق في الأدب و الإعلام
بحكم تجذّره في الثقافة الكويتي، يُشار إلى المموّش عادة في بعض النصوص الأدبيّة و الشعريّة على المستوى المحلّي و الإقليمي. في كتابه المعنوَن بـ(عندي كلام)، يستحضر الروائي و الصحفي المصري الشهير (أنيس منصور) ذاكرة لقائه بصديقه كويتي (عبدالله جار الله): "أول صديق كويتي عرفته في القاهرة ، كان الأستاذ « عبد الله جار الله » . كان مستشاراً ثقافياً . وبسرعة أصبحنا أصدقاء، وبسرعة دخلت في الجو الكويتي . فعلى مائدته عرفت عددا من الكلمات [...] وطعام آخر اسمه المموش." 
يأتي الشاعر (كامل برغش) على ذكر المموّش في إحدى قصائده كترميز للهويّة الكويتيّة، قائلاً في نعي تغيّر هويّة الشباب الكويتي: "نسوا المموش !! نسوا الهريس !! ... ونسوا الديوانية !! ومن ساكن يمهم بالفريج !! نسوا الله بالخير !! وصارت .. هاي ... باي ... هي البديل !!" 
كذلك، يأتي المؤلّف و الدبلوماسي السعودي على ذكر الطبق في روايته الشهيرة (العصفوريّة)، عبر الفقرة التالية: "وحضرت حفل استقبال أقامه سعادة السفير الكويتي. لاحظت أن سعادة السفير العراقي لم يأكل شيئاً . بادرة خطيرة ! خطيرة جداً ! اقتربت منه وقلت : « أبا أشوس ! مالك لم تموش ولم تدقس؟" 